# Eliza Ann Grier
Eliza Anna Grier (Mecklenburg County, North Carolina, 1864 – Charlotte, North Carolina, 1902) was een Amerikaans arts en de eerste Afro-Amerikaanse vrouw die in de Amerikaanse staat Georgia de geneeskunde mocht uitoefenen.

## Biografie
Eliza Ann Grier was een dochter van Emily en George Washington Grier. Hoewel ze geboren was na de emancipatieproclamatie van 1862 (die de slaven in rebellerende zuidelijke staten en gebieden "voor altijd vrij" verklaarde), was ze feitelijk een slavin in North Carolina, dat tijdens de Amerikaanse Burgeroorlog niet bezet was. Zij was in de praktijk vrij aan het eind van de burgeroorlog in 1865 (toen ze nog een kleuter was) en verhuisde later naar Nashville om de opleiding tot lerares te volgen aan de Fisk University. Om het lesgeld te kunnen betalen, wisselde ze elk studiejaar af met een jaar werken; nadat ze zich in 1884 aan de universiteit had ingeschreven, studeerde ze in 1891 af.
Grier schreef in 1890 naar het Woman's Medical College of Pennsylvania om uit te leggen dat ze erg weinig geld had en informeerde of assistentie "verschaft zou kunnen worden voor een geëmancipeerde slavin om enige hulp te krijgen voor zo'n verheven beroep". Zij werd in 1893 in het college geaccepteerd en werkte opnieuw tussen de perioden van studie in om in haar levensonderhoud te voorzien. Ze werkte een jaar als katoenplukster om het volgende studiejaar te kunnen betalen, waardoor het haar zeven jaar kostte om de studie af te ronden. Nadat ze in 1897 was afgestudeerd, verhuisde ze naar Atlanta en vroeg vergunning om in Fulton County de geneeskunde te beoefenen, waardoor zij in Georgia de eerste Afro-Amerikaanse vrouw werd die erkend was als arts.
Grier begon een privépraktijk in verloskunde en gynaecologie. Ook in deze tijd vulde zij haar inkomen aan door les te geven. In 1901 werd ze ziek en kon niet meer werken. Ze schreef naar suffragette Susan B. Anthony om hulp te vragen bij haar financiële problemen. Anthony was niet in staat haar op financieel gebied te helpen maar nam namens haar contact op met het Woman's Medical College: Aan de president van het Women’s Medical College, Philadelphia PA. Ik stuur u de bijgaande brief omdat Mw Grier zegt afgestudeerd te zijn aan uw college, en omdat ik denk dat u haar beter kunt helpen dan wie ook. Zij heeft  in die kleine oude stad Greenville een herculestaak op zich genomen. Als ze een spaarzame en zorgvuldige vrouw is, zou ze hulp moeten krijgen om te starten, maar dat ze griep heeft gekregen is beslist slecht. Ik heb een sterke sympathie voor al deze vrouwen, maar mijn portemonnee is er niet op berekend ze financieel te helpen. Kunt u het meisje geen uitweg uit haar problemen voorstellen?
Grier verhuisde naar Albany, Georgia, waar haar broer Richard Edgar Grier werkte, die ook arts was. Ze stierf in 1902, pas vijf jaar nadat ze als arts begon te werken, en werd begraven in Charlotte, North Carolina.